# Лангтон, Бобби
Ро́берт Ла́нгтон (англ. Robert Langton; 8 сентября 1918 — 13 января 1996), более известный как Бо́бби Ла́нгтон (англ. Bobby Langton) — английский футболист, левый крайний нападающий. Выступал за клубы «Блэкберн Роверс», «Престон Норт Энд», «Болтон Уондерерс» и «Ардс», а также за национальную сборную Англии.

## Клубная карьера
Родился в Берско (графство Ланкашир) в семье лодочника Билла Лангтона, работавшего на канале Лидс — Ливерпуль. После окончания школы Бобби играл в футбол за клуб «Берско Виктория» в любительской лиге Саутпорта и окрестностей. В октябре 1937 года успешно прошёл просмотр в «Блэкберн Роверс», а месяц спустя подписал профессиональный контракт с клубом. «Блэкберн Роверс» заплатил клубу «Берско Виктория» за переход Лангтона 50 фунтов. В сезоне 1938/39 Бобби дебютировал в основном составе «Роверс», сыграв 37 матчей и забив 14 голов в матчах Второго дивизиона и помог команде выиграть этот турнир, обеспечив себе выход в высший дивизион чемпионата Англии. В следующем сезоне команде удалось провести только три матча, после чего все соревнования в Англии были отменены в связи с войной.
Лангтона призвали в армию, он проходил службу в валлийском полку (англ. Welsh Regiment) в Индии, где провёл следующие пять лет. В Индии продолжал играть в футбол за команду своего полка, в основном в окрестностях Бомбея. В ноябре 1944 года вернулся в Великобританию, а месяц спустя был отправлен в Уорренпойнт в Северной Ирландии. Проходя службу в Северной Ирландии, Лангтон играл в качестве гостя за клуб «Гленторан» из Белфаста (даже сыграл в финале Кубка Северной Ирландии), а также за сборную Ирландской футбольной лиги. После демобилизации в январе 1946 года вернулся в «Блэкберн Роверс». Выступал за клуб до конца сезона 1947/48 (по итогам которого «Роверс» выбыл во Второй дивизион).
В августе 1948 года перешёл в «Престон Норт Энд», где играл легендарный Том Финни. В сезоне 1948/49 Лангтон стал лучшим бомбардиром «Престона» с 12 забитыми мячами, но его команда выбыла во Второй дивизион. В ноябре 1949 года Бобби покинул «Престон Норт Энд», став игроком «Болтон Уондерерс», который отдал за его переход рекордную для себя сумму в размере 22 250 фунтов. На «Бернден Парк» Лангтон сформировал мощную атакующую связку с Нэтом Лофтхаусом и Уилли Мойром, в основном отдавая им голевые передачи. В сезоне 1952/53 помог команде дойти до финала Кубка Англии (знаменитый «финал Мэтьюза»), в котором «Болтон Уондерерс» уступил «Блэкпулу» со счётом 3:4.
В сентябре 1953 года вернулся в «Блэкберн Роверс», где играл под руководством Джонни Кэри. Провёл в клубе ещё три сезона. В общей сложности сыграл за «Роверс» 230 матчей и забил 58 голов (включая его игры за клуб до войны, а также с 1946 по 1948 год).
В сезоне 1956/57 выступал за североирландский клуб «Ардс». Затем провёл три сезона за клуб «Уизбич Таун» в Южной лиге. В 1960 году короткое время выступал за «Киддерминстер Харриерс» и за валлийский «Колуин-Бэй», после чего завершил игровую карьеру.

## Карьера в сборной
28 сентября 1946 года дебютировал за сборную Англии в матче против сборной Ирландии на стадионе «Уиндзор Парк» в Белфасте, отметившись забитым мячом. В той игре англичане разгромили ирландцев со счётом 7:2.
Всего провёл за сборную 11 матчей и забил 1 гол.

### Список матчей за сборную Англии
| №  | Дата             | Стадион                  | Соперник          | Результат | Голы Лангтона | Турнир                     |
| -- | ---------------- | ------------------------ | ----------------- | --------- | ------------- | -------------------------- |
| 1  | 28 сентября 1946 | «Уиндзор Парк», Белфаст  | Ирландия          | 7:2       | 83′           | Домашний чемпионат 1946/47 |
| 2  | 30 сентября 1946 | «Далимаунт Парк», Дублин | Ирландия          | 1:0       |               | Товарищеский матч          |
| 3  | 13 ноября 1946   | «Мейн Роуд», Манчестер   | Уэльс             | 3:0       |               | Домашний чемпионат 1946/47 |
| 4  | 27 ноября 1946   | «Лидс Роуд», Хаддерсфилд | Нидерланды        | 8:2       |               | Товарищеский матч          |
| 5  | 3 мая 1947       | «Хайбери», Лондон        | Франция           | 3:0       |               | Товарищеский матч          |
| 6  | 18 мая 1947      | «Хардтурм», Цюрих        | Швейцария         | 0:1       |               | Товарищеский матч          |
| 7  | 19 ноября 1947   | «Хайбери», Лондон        | Швеция            | 4:2       |               | Товарищеский матч          |
| 8  | 26 сентября 1948 | «Паркен», Копенгаген     | Дания             | 0:0       |               | Товарищеский матч          |
| 9  | 13 мая 1949      | «Росунда», Стокгольм     | Швеция            | 1:3       |               | Товарищеский матч          |
| 10 | 15 апреля 1950   | «Хэмпден Парк», Глазго   | Шотландия         | 1:0       |               | Домашний чемпионат 1949/50 |
| 11 | 15 апреля 1950   | «Уиндзор Парк», Белфаст  | Северная Ирландия | 4:1       |               | Домашний чемпионат 1950/51 |

Итого: 11 матчей / 1 гол; 8 побед, 1 ничья, 2 поражения

## Достижения
«Блэкберн Роверс»
- Победитель Второго дивизиона: 1938/39

«Гленторан»
- Финалист Кубка Северной Ирландии: 1945

«Болтон Уондерерс»
- Финалист Кубка Англии: 1953

Сборная Англии
- Победитель Домашнего чемпионата (2): 1946/47, 1949/50

## После завершения игровой карьеры
После 1960 года был скаутом в «Аккрингтон Стэнли», работал в тренерских штабах клубов «Кингс-Линн» и «Уизбич Таун». В 1965 году стал главным тренером клуба «Берско» из своего родного города. Возглавлял команду на протяжении пяти лет, выиграв чемпионат Комбинации Ланкашира и Малый кубок Ланкашира. В 1971 году покинул клуб. Впоследствии управлял пабом.
Умер 13 января 1996 года после недолгой болезни. Через два года после его смерти дорога, проходящая мимо стадиона «Виктория Парк» (домашнего стадиона «Берско»), была названа в его честь (англ. Bobby Langton Way).